# Смирнов, Анатолий (хоккеист)
Анатолий Смирнов (1922 — неизвестно) — советский хоккеист, защитник.

## Биография
В командах мастеров провёл шесть сезонов. В чемпионате СССР выступал за ленинградские команды «Дзержинец» / «Авангард» (1947/48, 1954/55) и ОДО (1948/49, 1950/51 — 1952/53).